# بول فان ديك
ماتياس بول (Mattias Paul)  و يعرف أكثر بإسمه الفني بول فان ديك (Paul van Dyke)  منتج ألماني و موسيقى و دي جي حائز علي جائزة الغرامي من مواليد 16 ديسمبر 1971 بآيزنهوتنشتات ،ألمانيا الشرقية (بالألمانية: Eisenhüttenstadt,East Germany) يعتبر من أوائل مشاهير الدي جي و أول شخص ينال جائزة غرامي عن فئة أفضل ألبوم موسيقى رقص إلكترونية (بالإنجليزية: best dance)‏ و ذلك في عام 2003 عن إنتاجه لألبوم (بالإنجليزية: reflection)‏ .صنف أحسن دي جي في العالم في عامي 2006 و 2005 علي التوالي حسب تصنيف مجلة (بالإنجليزية: DJ Magazine)‏ و أول دي جي يتصدر ترتيب تصنيف مجلة (بالإنجليزية: mixmag)‏ سنة 2005.تخطي في عام 2008 حاجز الثلاثة ملايين نسخة من بيعه لألبوماته .

## روابط خارجية
- بول فان ديك على موقع IMDb (الإنجليزية)
- بول فان ديك على موقع ميوزك برينز (الإنجليزية)
- بول فان ديك على موقع رولينغ ستون (الإنجليزية)
- بول فان ديك على موقع أول موفي (الإنجليزية)
- بول فان ديك على موقع أول ميوزيك (الإنجليزية)
- بول فان ديك على موقع ديسكوغز (الإنجليزية)
- بول فان ديك على موقع ديسكوغز (الإنجليزية)